# UWE-3
UWE-3, acronyme de  Universität Würzburgs Experimentalsatellit 3 (satellite expérimental de l'Université de Wurtzbourg) est le troisième nano-satellite artificiel de format CubeSat construit par des étudiants de l'université de Wurtzbourg. 

## Objectifs
Les principaux objectifs de UWE-3 sont de démontrer l'utilisation d'un système de contrôle et de détermination d'attitude en temps réel à bord du satellite, en utilisant une variété de capteurs, de couples magnétiques et d'une roue de réaction.

## Histoire
UWE-3 succède à UWE-1 en 2005 et UWE-2 en 2009. Le projet est financé par le Ministère fédéral de l'Économie. Contrairement aux deux précédentes, la mission est une grande réussite qui va permettre le développement d'un quatrième satellite,.